# Яковкин, Авенир Александрович
Авенир Александрович Яковкин (1887—1974) — советский астроном.

## Биография
В 1910 окончил Казанский университет, c 1910 по 1937 работал в обсерватории имени В. П. Энгельгардта (с 1927 по 1937 был её директором). Одновременно в 1916—1937 преподавал в Казанском университете (с 1926 — профессор).
В 1937—1945 возглавлял кафедру астрономии Уральского университета (в 1939—1943 — декан физико-математического факультета).
В 1945—1951 работал в Киевском университете (профессор, руководитель отдела обсерватории, в 1949—1951 — декан физического факультета).
В 1951—1968 — в Главной астрономической обсерватории АН УССР (в 1952—1959 — директор, с 1959 по 1968 — научный консультант). Член-корреспондент АН УССР (1951).

## Научная деятельность
Основные научные работы посвящены изучению вращения Луны и её фигуры. С 1915 по 1931 выполнил большой ряд наблюдений на гелиометре в обсерватории имени В. П. Энгельгардта, в результате обработки которых получил лучшие значения постоянных физической либрации Луны. Им открыта и тщательно исследована асимметрия видимого диска Луны и зависимость её от оптической либрации («эффект Яковкина»). Предложил и применил новый метод позиционных углов для изучения либрации Луны. Занимался также решением ряда задач теоретической астрономии.
Автор ряда оригинальных астрономических приборов и приспособлений. На уникальном приборе собственной конструкции организовал предвычисление обстоятельств покрытия звёзд Луной для ряда городов Советского Союза. В годы Великой Отечественной войны сконструировал для авиации специальный астрономический секстант. Кроме того, им разработаны оригинальный целостат, горизонтальный лунный телескоп, кассета для астрометрического фотографирования Луны.

## Основные публикации
- Постоянные физические либрации Луны, выведенные из наблюдений Т. Банахевича в 1910—1915. Казань, 1928;
- Радиус и форма Луны // Бюллетень астрономической обсерватории им. В. П. Энгельгардта при Казанском университете. Казань, 1934;
- Движение Луны. Небесная механика в помощь астронавтике // Природа, 1960, № 3;
- Одна нерешенная задача астрометрии // Астрономический журнал, 1962, Т.39, № 4;
- Метод позиционных углов для определения параметров физической либрации Луны // Известия Главной астрономической обсерватории. Киев, 1961, Т.4, вып.1;
- Астрометрия на Луне. Программа астрометрических наблюдений на стационарной Лунной обсерватории // Труды 15-й астрономической конференции СССР, М. -Л., 1963.

## Награды
- Орден Трудового Красного Знамени (1944)
- Медаль «За доблестный труд в Великой Отечественной войне 1941—1945 гг.» (1945, 1946).

В его честь назван кратер на Луне.